# Inanimate Objects
Inanimate Objects è il secondo album in studio del gruppo musicale australiano Atlas Genius, pubblicato il 28 agosto 2015 dalla Warner Bros. Records.

## Tracce
Testi e musiche di Keith Jeffery, Michael Jeffery e Frederik Thaae.
1. The Stone Mill – 3:39
2. Molecules – 4:32
3. Stockholm – 3:11
4. Refugees – 4:15
5. A Perfect End – 3:08
6. Friendly Apes – 4:10
7. Friends with Enemies – 3:47
8. Where I Belong – 3:59
9. Balladino – 4:00
10. The City We Grow – 3:51
11. Levitate – 3:24

Traccia bonus nella versione iTunes
1. Molecules (Single Version) – 4:09

## Formazione
Atlas Genius
- Keith Jeffery – voce, chitarra, basso, percussioni, tastiera, programmazione
- Michael Jeffery – batteria, percussioni, cori

Altri musicisti
- Frederik Thaae – chitarra, basso, percussioni, tastiera, drum machine, cori
- David Larson – tastiera
- Alan Wilkis – programmazione, cori
- Elyse Rogers – cori
- Carrie Keagan – cori
- Jonny Kaps – cori

Produzione
- Atlas Genius – produzione
- Frederik Thaae – produzione
- Big Data – produzione addizionale
- Jesse Shatkin – produzione addizionale
- Manny Marroquin – missaggio
- Andrew Maury – missaggio
- Mike Duncan – assistenza al missaggio
- Chris Galland – assistenza al missaggio
- Ike Schultz – assistenza al missaggio
- Dylan Morgan – ingegneria del suono
- Joe LaPorta – mastering
- Kii Arens – copertina
- Donny Phillips – copertina
- Frank Maddocks – design, fotografia

## Classifiche
| Classifica (2015)         | Posizione massima |
| ------------------------- | ----------------- |
| Stati Uniti               | 150               |
| Stati Uniti (alternative) | 20                |
| Stati Uniti (rock)        | 28                |